# 鳳来寺鉄道1号形蒸気機関車
鳳来寺鉄道1号形蒸気機関車（ほうらいじてつどう1ごうがたじょうききかんしゃ）は、かつて鳳来寺鉄道が使用したタンク式蒸気機関車である。

## 概要
この機関車は、鳳来寺鉄道が1923年（大正12年）の開業に際して、ドイツのオーレンシュタイン・ウント・コッペルから輸入した、車軸配置0-6-0(C)、飽和式2気筒単式のサイド・ウェルタンク機関車である。1922年（大正11年）10月に2両（製造番号 10291, 10292）が製造され、1, 2と付番された。
新設計180HPタイプと呼ばれる規格設計の機関車で、このタイプには寸法の異なる3タイプがあるが、その中で最も大型のタイプである。動輪の軸距は3,050mmで、第1動輪と第2動輪の間隔は1,730mm、第2動輪と第3動輪の間隔は1,320mmで、動輪径は1,000mmである。また、他のタイプと異なり、主動輪は第2動輪となっている。
水タンクは、サイドタンクとウェルタンクで、ウェルタンクは第1動輪および第2動輪上部および両動輪間の台枠内に設けられている。サイドタンクは運転室の前部から第1動輪上まで伸びており、前端の上部が斜めに切り取られている。炭庫は運転室の後部に張り出して設けられた。
鳳来寺鉄道は1925年（大正14年）に電化されたため、2が親会社にあたる豊川鉄道に譲渡され、5となった。この機関車は、1929年（昭和4年）に神中鉄道に譲渡され同社の10となったが、1937年（昭和12年）に日本化成（三菱化成）黒崎工場に譲渡され、その1となり、1959年（昭和34年）7月まで使用された。一方、鳳来寺鉄道に残った1は、1937年に磐城セメント（住友セメント）四ツ倉工場に譲渡され、そのままの番号で使用されたが、後にC251に改番された。同機はその後七尾工場に移っている。

## 主要諸元
- 全長 : 8,053mm
- 全高 : 3,486mm
- シリンダ寸法 : 330mm×500mm
- ボイラー中心高 : 2,025mm
- 使用圧力 : 12.37atm
- 火格子面積 : 0.86m2
- 伝熱面積 : 51.47m2
- 運転整備重量 : 25.4t
- 水タンク容量 : 4.64m3
- 積載燃料 : 1.13m3
- シリンダ引張力 : 5,730kg
- ブレーキ装置 : 手用ブレーキ、蒸気ブレーキ
- 弁装置 : ワルシャート式

## 類形機
全く同形の機関車は他にないが、類形機が3社に5両存在した。

### 口之津鉄道10
口之津鉄道の10号機は、1922年10月製の製造番号 10310である。鳳来寺鉄道のものとは、動輪径が100mm小さい900mmとされ、高さ関係の寸法がその分(50mm)小さくなっている程度で、他はほぼ共通している。また、シリンダの行程が50mm小さい450mmとなっており、ウェルタンクも動輪間のものがない。
1943年（昭和18年）に、口之津鉄道は島原鉄道に合併され、この機関車は同社の12に、1948年（昭和23年）の改番で21となり、1955年（昭和30年）に廃車された。

### 鹿本鉄道B形
鹿本鉄道（後の山鹿温泉鉄道）B形は、1923年4月製の製造番号 10495, 10494で、3, 4と付番された。動輪径は1,000mmであるが、軸距が1,525mm+1,525mmと等間隔であり、後部のオーバーハングやバッファの根元部分が短いため、全長は7,818mmである。ウェルタンクは、鳳来寺鉄道のものと同タイプである。また、煙室前のランボードが乙字型に屈曲して下がっているのが特徴である。整備重量は29tに増加している。また、この機関車はシリンダが水平に取り付けられており、1/20の勾配がつけられている他車と異なる。
3は、ディーゼル機関車への改造が計画されたが実現せず、1956年（昭和31年）時点でボイラーと台枠、サイドタンクがバラバラに分解されていたという。4は、1957年（昭和32年）まで貨物列車の牽引に使用された。その後は休車となり、1960年（昭和35年）の運転休止を経て1965年（昭和40年）の廃線まで在籍した。

### 国東鉄道C形
国東鉄道のC形は、1924年（大正13年）2月・1月製の製造番号 10721, 10722で、4, 5と付番された。この機関車は、全体的に長さを詰めた変形車で、動輪径は900mm、軸距は1,300mm+1,300mmと等間隔で、主動輪も第3動輪である。全長は7,388mmとなっている。また、炭庫はサイドタンクの後半部分とされ、ウェルタンクは第1・第2動輪の上部とシリンダ中心線から第1動輪前までの台枠内に設けられている。シリンダも、他車が煙突中心線よりかなり前方に置かれているのに対し、煙突中心線近くに設置されている。
1945年に国東鉄道は大分交通に合併し、同社の国東線となったが、両車はそのままの番号で使用された。1954年（昭和29年）5月に4が廃車となり、5は1955年3月に宇佐参宮線に転属して25となったが、ほとんど使用されることなく同年11月に廃車された。